# 1373

## Починали
- 23 юли – Света Бригита, шведска монахиня